# Günter Neumann
Günter Neumann (Freiberg 31 de mayo de 1920- Würzburg, 24 de enero de 2005) fue un filólogo y lingüista indoeuropeo.

## Publicaciones
La siguiente es solo una lista de sus principales publicaciones:
- Namenstudien zum Altgermanischen. en: Reallexikon der Germanischen Altertumskunde. 59.
- Das Lykische und seine Verwandten. en: Nachrichten der Akademie der Wissenschaften zu Göttingen, Philologisch-Historische Klasse.' 2004.7.
- Der grosse Kuros von Samos. en: Samos 10.
- System und Ausbau der hethitischen Hieroglyphenschrift. In: Nachrichten der Akademie der Wissenschaften zu Göttingen, Philologisch-Historische Klasse. Jahrgang 1992, Nr. 4.
- Phrygisch und Griechisch. en: Sitzungsberichte der Österreichischen Akademie der Wissenschaften, Philosophisch-Historische Klasse. Band 499.
- Die Sprachen im römischen Reich der Kaiserzeit: Kolloquium vom 8. bis 10. April 1974. en: Bonner Jahrbücher des Rheinischen Landesmuseums in Bonn im Landschaftsverband Rheinland und des Vereins von Altertumsfreunden im Rheinlande. vol. 40.
- Neufunde lykischer Inschriften seit 1901. en: Denkschriften. vol. 135.
- Hittite hieroglyphs and Luwian: new evidence for the connection. en: Nachrichten der Akademie der Wissenschaften in Göttingen, Philologisch-Historische Klasse. Jahrgang 1973, Nr. 6.
- Der niedersächsische Ortsname Göttingen. en: Nachrichten der Akademie der Wissenschaften in Göttingen. Jahrgang 1962, N. 5.
- Untersuchungen zum Weiterleben hethitischen und luwischen Sprachgutes in hellenistischer und römischer Zeit. 1958 y 1961.
- Fragmente von Apollodors Kommentar zum homerischen Schiffskatalog im Lexikon des Stephanos von Byzanz. 1953.